# Poetas del Lenguaje

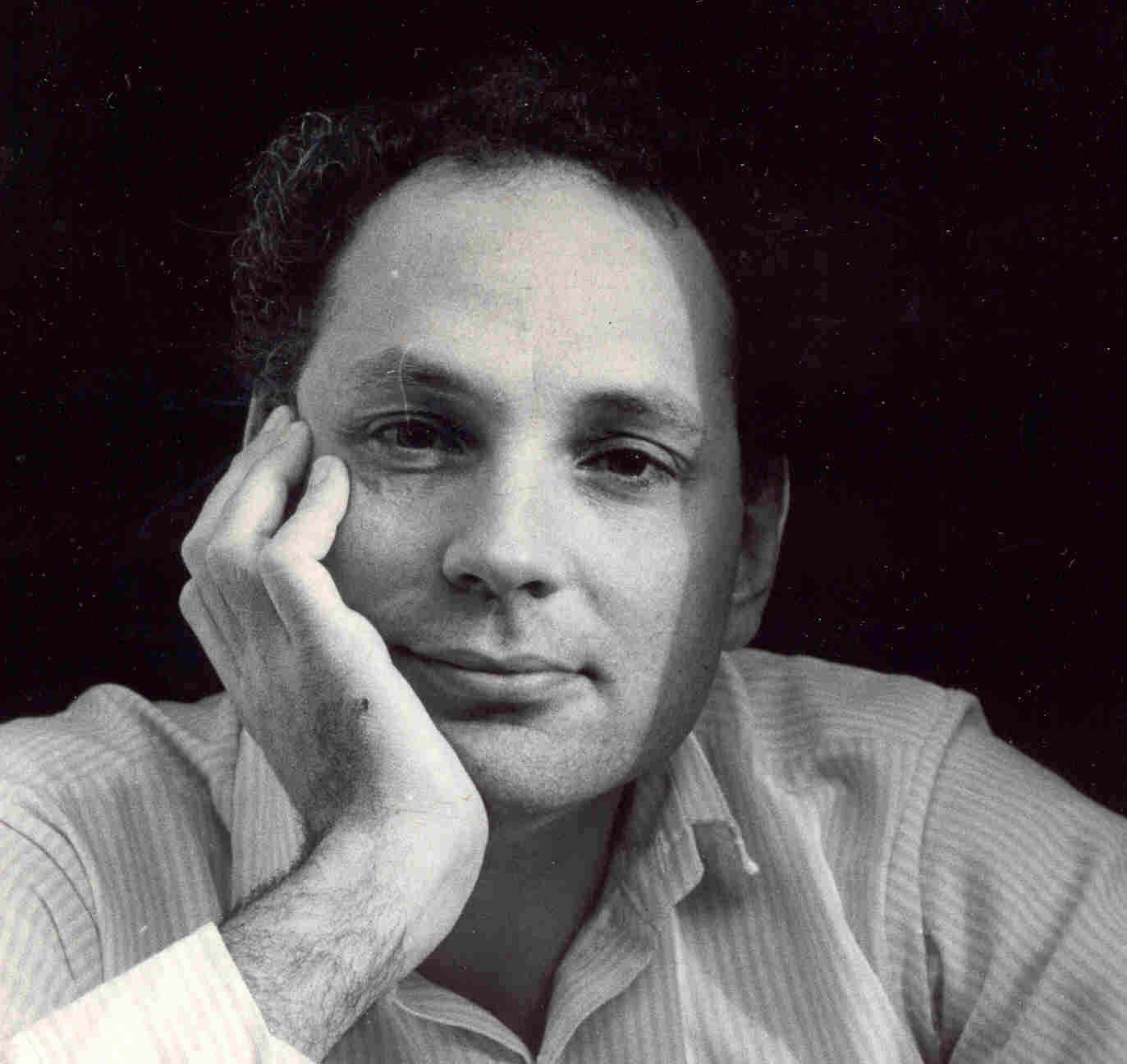
Charles Bernstein, en 1986

Los poetas del lenguaje (o  "L=A=N=G=U=A=G=E poets", por la revista del mismo nombre) son un grupo o tendencia vanguardista en la poesía de Estados Unidos que surgió entre finales de los años 60 y principios de los 70. Para desarrollar su poética, los miembros de la escuela del lenguaje tomaron como punto de partida el énfasis en el método evidente en la tradición modernista, especialmente en la representada por Gertrude Stein y Louis Zukofsky. La poesía del lenguaje también es un ejemplo de posmodernismo poético. Sus precursores posmodernos inmediatos fueron los "New American poets", denominación que recoge a la Escuela de Nueva York, a los Poetas Objetivistas, la "Black Mountain School", la Generación Beat y el Renacimiento de San Francisco.
Aunque no existe el poema "típico" del lenguaje, ciertos aspectos de la escritura de los poetas del lenguaje se identifican generalizadamente con este grupo: una escritura que desafiaba activamente a la presencia "natural" de un narrador detrás del texto, que enfatizaba la disyunción y la sustancia del significador, y una prosa poética, especialmente en formas largas, que previamente habían sido usadas por los escritores del lenguaje ingleses, y otras formas no tradicionales y normalmente no narrativas.
La poesía del lenguaje ha sido un tema controvertido en la literatura americana desde los años 70 hasta el presente. Incluso el propio nombre de la tendencia: mientras que varios poetas y críticos han usado el nombre de la revista para referirse al grupo, muchos otros han elegido usar el término, cuando lo han usado, sin los signos de igual (=), así como también "escritura del lenguaje" y "escritura centrada en el lenguaje" han sido comúnmente usadas, y quizás las expresiones más genéricas. Ninguno de los poetas asociados con esta tendencia ha usado los signos de igual para referirse al movimiento colectivamente, y su aparición en algunos artículos críticos pueden ser un indicador de la condición de ajeno al movimiento del autor.
Ejemplos de la escritura de muchos poetas del lenguaje se pueden encontrar en páginas de internet, incluyendo blogs y sitios mantenidos por los autores y a través de recopilaciones como Electronic Poetry Center, PennSound, y UbuWeb.